# Grabovoi
Grabovoi (ou números grabovoi, ou código grabovoi) é um método pseudocientífico que instrui aos seus praticantes a possibilidade de alcançar a harmonização mental, saúde perfeita e harmonia universal, através da mentalização e repetição consciente de séries de números, um a um, visualizando os números de forma clara na mente. Cada série de números estaria relacionada a uma ação, potencialização ou transmutação através da energia que compõe o Todo e que pode ser expresso, em sua totalidade, apenas através dos números, também infinitos. Seriam chaves vibratórias para acessar o campo das probabilidades infinitas, tornando  o ator um cocriador do Todo e manifestando a partir do não manifesto, a existência. Não há evidências científicas que amparem a suposta efetividade do método. 
O método foi criado por Grigory Petrovich Grabovoi, matemático e líder de um pensamento paracientífico, que alegava ser capaz de curar pessoas, influir na capacidade intelectual e espiritual, tratar AIDS e o câncer.[carece de fontes?]
Aqueles que utilizam este método costumam trocar entre si sequências numéricas, consideram-se capazes de resolver qualquer tipo de situação indesejada, como desemprego, vícios, problemas familiares e doenças diversas.

## Condenação de Grigory Grabovoi por fraude
Em 7 de julho de 2008, o Tribunal de Tagansky em Moscou, considerou Grigory Grabovoi culpado em 9 episódios de fraude em grande escala, causando danos significativos aos cidadãos, e o condenou a 8 anos de prisão e uma multa de 1.750,00 rublos. De acordo com a sentença do tribunal, Grabovoi organizou um esquema de pirâmide, franqueando seus "seguidores" para praticarem seu culto, desde que eles remetessem 10% das receitas para Grabovoi.
Grabovoi e suas atividades são alvo de críticas pelos membros da Comissão de Combate à Pseudociência da Rússia. O presidente do Conselho da Federação da Assembleia Federal da Federação Russa, Sergei Mironov, caracterizou G. Grabovoi como o chefe de uma seita totalitária e observou que é necessário impedir as atividades de pessoas como ele.[carece de fontes?]